# Deuteronomisten
Unter Deuteronomisten wird eine ganze Schule von judäischen Theologen zusammengefasst, die den Monotheismus besonders betonten.
Zum einen gehört dazu der Verfasser des Deuteronomiums, des 5. Buches Mose, der im frühen babylonischen Exil lebte, vielleicht auch schon an der Tempelreform unter Josia beteiligt war. Belegen Namen wie JHWH von Hebron sowie die Ergebnisse der Archäologie, dass JHWH in der Königszeit auch an anderen Orten als Jerusalem Tempel hatte, so schrieb die deuteronomistische Theologie ausschließlich Jerusalem als Tempelort vor. Auch Nebengötter, die noch im Elephantine der Perserzeit ihren Platz neben und unter JHWH hatten, wurden gänzlich verboten. Dies markiert den Übergang vom Henotheismus zum Monotheismus. Andere Götter und Kultstätten, wie die in Bethel oder Sichem waren schon unter Josia im 7. Jahrhundert v. Chr. verboten und geschleift worden.
Zum anderen ist der deuternonomistische Redaktor zu nennen, der den Pentateuch und die Bücher Josua, Richter, Samuel und Könige im Sinne dieser Theologie bearbeitete (vgl. Deuteronomistisches Geschichtswerk). Auch die Prophetenbücher, insbesondere Jeremia, erfuhren eine deuteronomistische Überarbeitung.
Die Deuteronomisten schrieben in spätexilischer und vor allem frühnachexilischer Zeit und bildeten die führende Gruppe unter den Heimkehrern aus dem Exil. Nicht mehr der sakrale König, wie in der Königszeit Israels und Judas und auch nicht die Priester waren Träger der Religion, sondern das Gottesvolk selbst.
Stand in der Zeit der ersten Redaktion der Bücher, zur Zeit Josias, noch die Einigung der Stämme unter Einbeziehung kanaanitischer Gruppen im Vordergrund, gehen auf die deuteronomistische Theologie Forderungen nach Ausschluss der Kanaanäer bis hin zu deren Vernichtung, zurück. Doch das Hauptthema der Deuteronomisten ist die Geschichte des Königtums als eine Geschichte des Abfalls von Gott. Dabei wird die Funktion der Ältesten höher bewertet gegenüber dem zadokidischen erblichen Priestertum, ebenso wie die Thora als Gesetz gegenüber dem Kult.
Das Nebeneinander von deuteronomistischer Partei und priesterlicher Partei markiert den Übergang von altisraelitischer zu frühjüdischer Religion. In späterer Zeit entwickelten sich daraus die Parteien der Pharisäer und der Sadduzäer.